# Chalarothyrsus
Chalarothyrsus, monotipični biljni rod iz porodice primogovki smješten u tribus Justicieae, dio potporodice Acanthoideae. Jedina vrsta je meksički endemski polugrm C. amplexicaulis iz država Guerrero, México, Jalisco, Oaxaca i Colima. Opisan je u Bulletin de l'Herbier Boissier, sér. 2, 4: 327. 1904.